# Tafelspitz
Como Tafelspitz se conoce en la cocina de Baviera y la cocina austriaca a la carne de ternera cocida al estilo vienés. Suele emplearse la carne de la parte trasera de la ternera y cercana a la cola (a la que se denomina en alemán Tafelspitz). El nombre de Tafelspitz es el nombre del corte de carne dado a la ternera que se emplea en la elaboración del plato. Los carniceros austriacos están tan especializados que dan nombre a cada uno de los músculos. La parte trasera de la ternera se divide por ejemplo en 16 cortes diferentes, que por ejemplo se denominan: Hueferscherzl, Hueferschwanzl, Nuss, Wadlstutzen, Gschnatter, Schwarzes Scherzl, Weisses Scherzl, Duennes Kuegerl, Schalblattel también denominado Fledermaus ... y finalmente Tafelspitz que es el único empleado en la elaboración de esta variedad de plato.

## Servir
El Tafelspitz es uno de los platos más conocidos de la cocina vienesa y es muy frecuente verlo anunciado en los restaurantes más tradicionales. La carne del Tafelspitz se cuece con sopa de verduras o cualquier otro caldo similar, cuando llega a la textura apropiada se corta en rebanadas y se presenta en un plato acompañado de algunas compotas especiales al estilo vienés como son el Apfelkren o el Semmelkren (es una especie de mezcla en forma de salsa muy típica de los platos austriacos entre rábano picante -Kren en el dialecto de la zona- y Manzanas, Semmeln (brötchen, etc.) y algo de caldo.
Como acompañantes a la carne cocida (que se corta bien en dados, bien en tiras) se suele añadir además del caldo y las salsas vienesas algún puré de patatas (Erdäpfelschmarrn), Dillrahmfisolen (judías verdes con una salsa mezcla de nata y eneldo) o incluso espinacas. Es muy frecuente ver una salsa de Schnittlauchsauce que es una especie de Mahonesa con cebollino picado. 

## Variantes
Una variante mucho más sencilla de este plato puede hacerse de carne de vaca cocida y se denomina en Austria o Baviera como Tellerfleisch (Plato de carne) o gekochtes Rindfleisch (plato de carne de vaca cocida). El Krenfleisch es de alguna manera comparable, sólo que se elabora con carne de cerdo y se prepara altamente especiado.
- Datos: Q250875
- Multimedia: Tafelspitz / Q250875